# Ultraleichtfluggelände Paradiek

i7
i11
i13
Das Ultraleichtfluggelände Paradiek liegt in der Kreisstadt Diepholz in Niedersachsen. Der Platzhalter und Betreiber ist der Luftsport Paradiek e. V.

## Lage
Das Ultraleichtfluggelände liegt etwa 7,5 km nördlich des Zentrums von Diepholz.

## Flugbetrieb
Das Ultraleichtfluggelände besitzt eine Betriebsgenehmigung für aerodynamisch gesteuerte Luftsportgeräte und gewichtskraftgesteuerte Luftsportgeräte. Es ist mit einer 650 m langen und 25 m breiten Start- und Landebahn aus Gras (Richtung 09/27) ausgestattet. Es dient dem Betrieb mit Ultraleichtflugzeugen des Platzhalters sowie Dritter mit vorheriger Genehmigung des Platzhalters (PPR).

## Geschichte
Das Ultraleichtfluggelände Paradiek wurde seit dem 9. September 1998 über eine Außenstart- und -landeerlaubnis für Ultraleichtflugzeuge gemäß § 25 Abs. 1 LuftVG betrieben. Es wurde am 30. November 2018 nach § 6 LuftVG genehmigt. Die Betriebsfreigabe wurde am 20. August 2019 erteilt.